# Urrao
Urrao – miasto w Kolumbii, w departamencie Antioquia. Według spisu ludności z 30 czerwca 2018 roku miasto liczyło 15 918 mieszkańców. 

## Urodzeni w Urrao
- Rigoberto Urán, kolarz[2]